# Japoneza (pictură de Monet)
Japoneza este o pictură în ulei pe pânză, realizată în 1876 de pictorul francez Claude Monet, aflată acum în Museum of Fine Arts din Boston. Portretul integral arată o femeie europeană într-un chimono care stă în fața unui perete acoperit cu evantaie japoneze.
În pictură, este reprezentată soția pictorului, Camille Monet, purtând o perucă. Picturile femeilor europene în costum japonez erau populare în Franța încă din anii 1860, iar contribuția lui Monet la acest gen ar fi putut fi motivată de dorința de a genera venituri și publicitate într-un moment în care avea nevoie de bani. Soția lui Monet, Camille, a fost modelul pentru portret, purtând o perucă blondă și uitându-se la privitor cu o expresie pe care criticii de epocă o considerau sugestivă din punct de vedere sexual.